# Stéphane Bierry
Pour les articles homonymes, voir Bierry.
 (janvier 2017).
Si vous disposez d'ouvrages ou d'articles de référence ou si vous connaissez des sites web de qualité traitant du thème abordé ici, merci de compléter l'article en donnant les références utiles à sa vérifiabilité et en les liant à la section « Notes et références ».
Stéphane Bierry est un acteur, danseur et metteur en scène français, né le 19 novembre 1963 à Paris.

## Biographie
Formé au Conservatoire national supérieur d'art dramatique (1981-1984), il reçoit le Prix Gérard Philipe en 1991. Il est notamment connu pour son rôle dans Les Compères (1983) aux côtés de Gérard Depardieu et Pierre Richard, où il incarne le jeune Tristan. Il est plus connu des plus jeunes pour le rôle de Stéphane Prieur, un infirmier séducteur dans la série Plus belle la vie, rôle qu'il tient de 2012 à 2018.
Il est le fils de l'acteur et metteur en scène Étienne Bierry.

## Filmographie

### Cinéma

#### Longs métrages
- 1983 : Les Compères de Francis Veber : Tristan Martin
- 1989 : Rouge Venise d'Étienne Périer : le secrétaire de l'inquisiteur
- 2000 : De l'histoire ancienne d'Orso Miret, Prix Jean-Vigo : Olivier
- 2007 : Marié(s) ou presque de Franck Llopis : Jérôme
- 2008 : L'Emmerdeur de Francis Veber : le second photographe

#### Courts métrages
- 2001 : Histoires de bonsaï de Fabianny Deschamps
- 2003 : En mon sein de Fabianny Deschamps

### Doublage
- 2001 : Le Baiser mortel du dragon de Chris Nahon : Liu Jiang (Jet Li)
- 2011 : Mission impossible : Protocole Fantôme de Brad Bird : Brij Nath (Anil Kapoor)

### Télévision

#### Séries télévisées
- 1976 : Grand-père viking de Claude-Jean Bonnardot : Guillaume Pudepièce à 12 ans (6 épisodes)
- 1984 : Emmenez-moi au théâtre de Patrick Bureau : Christophe Bentz (épisode : Pauline ou l'écume de la mer)
- 1988 : Julien Fontanes, magistrat de Michel Berny : Alex (saison 1, épisode 24 : La bête noire)
- 1989 : Les Nuits révolutionnaires de Charles Brabant
- 1990 : Quatre pour un loyer de Georges Barrier : François
- 1990 : Tribunal de Jean-Pierre Prévost : lui-même (épisode Les photos d'Elsa)
- 1993 : Maria des Eaux-Vives de Robert Mazoyer : Joël (3 épisodes)
- 1993-1994 : Navarro de Nicolas Ribowski : Miguel (2 épisodes)
- 1994 : Julie Lescaut de Josée Dayan : Stakovitch (saison 3, épisode 1 :Ville haute, ville basse)
- 2000 : Madame le Proviseur de Sébastien Grall : Sylvestre (épisode Jardin privé)
- 2003 : Le Compagnon de Maurice Frydland & Pierre Lary : Benoit Jacquin (2 épisodes)
- 2003 : Les Cordier, juge et flic de Jean-Marc Seban : Julien Brémont (saison 12, épisode 1 : Fausses notes)
- 2008 : Brigade Navarro de Gérard Marx : François Vidal (saison 2, épisode 6 : Fuite en avant)
- 2009 : Alice Nevers, le juge est une femme de Denis Amar : Loïc Lardenois (saison 14, épisode 2 : L’homme en blanc)
- 2009-2012 : R.I.S Police scientifique : Etienne Jaugaret puis Victor Larieu (3 épisodes)
- 2012 : Profilage de Julien Depaux : Commandant Rousseau (saison 3, épisode 7 : D'entre les morts)
- 2012- 2018 : Plus belle la vie : Stéphane Prieur (162 épisodes)
- 2014 : Braquo de Frédéric Jardin : Christian Delavret (saison 3, épisode 1 : Affliction)

#### Téléfilms
- 1984 : Jacques le fataliste et son maître de Claude Santelli
- 1985 : L'Année terrible de Claude Santelli
- 2003 : Une femme si parfaite de Bernard Uzan : Nicolas Aignan
- 2012 : L'Affaire Gordji : Histoire d'une cohabitation

## Théâtre

### en tant que comédien
- 1973 : Le Premier d'Israël Horovitz, mise en scène Michel Fagadau, Théâtre de Poche Montparnasse
- 1978 : Les Rustres de Carlo Goldoni, mise en scène Claude Santelli, Théâtre de la Michodière

- 1981 : Le Butin de Joe Orton, mise en scène Étienne Bierry, Théâtre de Poche Montparnasse
- 1982 : Les Rustres de Carlo Goldoni, mise en scène Claude Santelli, Eldorado
- 1982 : Baron, Baronne de Jean-Jacques Varoujean, mise en scène Étienne Bierry, Théâtre de Poche Montparnasse
- 1983 : Jules César de William Shakespeare, mise en scène Jean-Louis Martin-Barbaz
- 1984 : Le Plaisir de l'amour de Robert Pouderou, mise en scène Étienne Bierry, Théâtre de Poche Montparnasse
- 1984 : On m'appelle Émilie de Maria Pacôme, mise en scène Jean-Luc Moreau, Théâtre Saint-Georges
- 1984 : Le Malade imaginaire de Molière, mise en scène Marcel Maréchal, Théâtre La Criée
- 1986 : American Buffalo de David Mamet, mise en scène Marcel Maréchal, Théâtre Tristan Bernard
- 1987 : Le Capitaine Fracasse de Théophile Gautier, mise en scène Marcel Maréchal, Théâtre La Criée, Théâtre de Paris
- 1988 : Le Plus Heureux des trois d'Eugène Labiche, mise en scène Étienne Bierry, Théâtre de Poche Montparnasse
- 1989 : Phèdre de Racine, mise en scène Françoise Seigner, Théâtre Mouffetard
- 1989 : Visite d'un père à son fils de Jean-Louis Bourdon, mise en scène Georges Werler, Théâtre de Poche Montparnasse

- 1990 : Amadeus de Peter Shaffer, mise en scène Jean-Luc Tardieu, Maison de la Culture de Loire-Atlantique Nantes, Théâtre Montparnasse en 1991
- 1991 : Abraham et Samuel de Victor Haïm, mise en scène Étienne Bierry
- 1992 : La Peau trop fine de Jean-Pierre Bisson, mise en scène Jean-Pierre Bisson
- 1993 : Ne réveillez pas Cécile de Gérard Lauzier, mise en scène de l'auteur, Comédie Caumartin
- 1995 : Pas de fleur pour maman de Nathalie Saugeon, mise en scène Stéphane Bierry, Théâtre de Poche Montparnasse
- 1997 : Dommage qu'elle soit une putainde John Ford, mise en scène Jérôme Savary, Théâtre national de Chaillot
- 1997 : Après la pluie de Sergi Belbel, mise en scène Marion Bierry, Théâtre de Poche Montparnasse
- 1998 : Horace de Pierre Corneille, mise en scène Marion Bierry, Théâtre de l'Œuvre
- 2000 : Le ciel est égoïste de Pierre-Olivier Scotto et Martine Feldmann, mise en scène Pierre Aufrey, Théâtre du Palais-Royal, Théâtre Montansier
- 2002 : Les Directeurs de Daniel Besse, mise en scène Étienne Bierry, Théâtre de Poche Montparnasse
- 2003 : Jimmy d'Alain Didier-Weill, mise en scène Marion Bierry, Festival Nava Château de Serres
- 2004 : Perversité sexuelle à Chicago de David Mamet, mise en scène Pierre Laville, Théâtre Rive Gauche
- 2005 : Les Nonnes d'Eduardo Manet, mise en scène Stéphane Bierry, Théâtre de Poche Montparnasse
- 2007 : L'Illusion comique de Corneille, mise en scène Marion Bierry, Théâtre de Poche Montparnasse, Théâtre Hébertot
- 2007 : Le Dîner de cons de Francis Veber, mise en scène de l'auteur, Théâtre de la Porte-Saint-Martin
- 2008 : La Contrebasse de Patrick Süskind, mise en scène Élisabeth Vitali, Théâtre de Poche Montparnasse
- 2009 : Fille de … d'Emmanuelle Bataille, mise en scène Régis Santon, Festival d'Avignon Off
- 2009-2010 : Le Dîner de cons de Francis Veber, mise en scène Jean-Luc Moreau, Théâtre des Variétés et tournée

- 2020 : Betty's family d'Isabelle Rougerie, Fabrice Blind, mise en scène Stéphane Bierry, Théâtre La Bruyère
- 2025 : Le Menteur de Pierre Corneille, mise en scène Marion Bierry, La Scala (Paris)

### en tant que metteur en scène
- 1995 : Pas de fleur pour maman de Nathalie Saugeon, Théâtre de Poche Montparnasse
- 2003 : Coco perdu de Louis Guilloux, Théâtre de Poche Montparnasse
- 2005 : Les Nonnes d'Eduardo Manet, Théâtre de Poche Montparnasse
- 2020 : Betty's family d'Isabelle Rougerie, Fabrice Blind, Théâtre La Bruyère